# TVMonaco
TVMonaco é a estação de televisão estatal de Mónaco, lançada a 1 de setembro de 2023, inaugurada por Príncipe Alberto II e da Princesa Charlene. Transmite uma variedade de programas, incluindo notícias, talk shows e documentários, projetados para mostrar e promover a cultura monegasca.
É financiado em parte pelo Estado Monegasco, em parte através da publicidade e vendas dos programas que produz e é membro da rede TV5Monde, pretendendo promover o Principado do Mónaco e a Riviera Francesa em todo o mundo. Também é membro da Monaco Media Diffusion, a empresa de radiodifusão que representa Mónaco na União Europeia de Radiodifusão.

## História
A ideia de um canal público monegasco nacional surgiu no principado em 2021, com o objetivo de criar um canal que recuperasse as comunicações internacionais do Mónaco, após a mudança da Radio Monte Carlo para Paris em 2002 e a aquisição de 100% da Télé Monte Carlo pelo Grupo TF1 em junho de 2016.
Inicialmente chamada de Monte-Carlo Riviera TV, foi originalmente planeada para ser lançada no final de 2022. No entanto, foi adiada para o terceiro trimestre de 2023. A 23 de março de 2023, foram anunciados um novo nome e data de lançamento para o canal. O canal foi renomeado para TVMonaco e lançado oficialmente em 1 de setembro de 2023.
Novos detalhes sobre o serviço foram anunciados no dia 18 de abril de 2023. A programação é composta por notícias e desporto ao vivo com programação gravada para o resto do dia, com ênfase também dada às preocupações ambientais e à vida selvagem em Mónaco. O canal está disponível em plataformas lineares e digitais.

## Programas
O canal tem três produções próprias, nomeadamente uma em direto pela manhã, Ca Va L'Faire!, outra à noite, às 19h15, Ca Va L'Faire!, centrada na atualidade, e um programa de desporto, aos fins-de-semana. às 18h15, Ça Matche.
Para a meteorologia, as imagens vêm da France 24, com a narração de uma mascote.

### Produções TVMonaco
- L'actu
- Ca Va L'Faire!
- Ça Matche